# Liste des installations de l'United States Navy
Voici la liste des bases et installations de la marine des États-Unis. La liste est organisée par État ou territoire des États-Unis lorsqu’elles se trouvent sur le sol des États-Unis et par pays lorsqu’elles se situent à l'étranger.

## États-Unis

### Californie
- Military Ocean Terminal Concord
- NAWS China Lake (website)
- NB San Diego (website)
- NB Coronado (website)
  - Naval Amphibious Base Coronado
  - NAS North Island
  - Outlying Field Imperial Beach
  - NALF San Clemente Island
- NB Point Loma
- Naval Medical Center San Diego
- NAF El Centro (website)
- NAS Lemoore (website)
- Naval Support Activity Monterey (website)
- NWS Seal Beach (website)
- NB Ventura County (website)
  - NAS Point Mugu
  - NCBC Port Hueneme
  - NOLF San Nicolas Island
- NSWC Corona (website)

### Caroline du Sud
- Naval Support Activity Charleston (website)
- USNH Beaufort (website)

### Connecticut
- Base navale de New London (website)

### Dakota du Nord
- Naval Computer and Telecommunications Area Master Station Atlantic Detachment LaMoure

### Floride
- Corry Station NTTC (website)
- NAS Jacksonville (website)
- NAS Key West (website)
- NS Mayport (website)
- NSA Orlando (website)
- NSA Panama City (website)
- NAS Pensacola (website)
- NAS Whiting Field (website)
- Pine Castle Bombing Range

### Géorgie
- NSB Kings Bay (website)

### Guam
- Base navale de Guam (website)

### Hawaii
- Naval Computer and Telecommunications Area Master Station Pacific (website)
- Pacific Missile Range Facility (website)
- Base navale de Pearl Harbor (website)
- NSGA Kunia (website)

### Illinois
- NS Great Lakes ()

### Indiana
- NSWC Crane Division/NSA Crane (website)
- Heslar Naval Armory

### Louisiane
- NASJRB New Orleans
- Naval Support Activity New Orleans

### Maine
- Portsmouth NSY (website)

### Maryland
- Indian Head NSWC
- National Naval Medical Center
- Navy Information Operations Command Maryland
- Naval Support Facility Thurmont
- NSWC Carderock Division
- NAS Patuxent River
- United States Naval Academy, Annapolis ()
  - NSS Annapolis ()

### Mississippi
- Naval Construction Battalion Center Gulfport (website)
- NAS Meridian

### Nevada
- NAS Fallon (website)

### New Jersey
- NWS Earle (website)
- Naval Air Engineering Station Lakehurst (website) (part of Joint Base McGuire-Dix-Lakehurst (JB MDL))

### New York
- Naval Support Facility Saratoga Springs

### Nouveau-Mexique
- Naval Air Warfare Center Weapons Division, White Sands Detachment

()

### Pennsylvanie
- Naval Support Activity Mechanicsburg
- Naval Support Activity Philadelphia
- Philadelphia Naval Shipyard

### Rhode Island
- NS Newport (website)

### Tennessee
- NSA Mid-South (website)

### Texas
- NAS Corpus Christi (website)
- NASJRB Fort Worth
- NAS Kingsville
- METC Fort Sam Houston, TX

### Virginie
- Pentagone
- Cheatham Annex
- Navy Annex Arlington
- NAS Oceana (website)
  - Navy and Marine Corps Intelligence Training Center Dam Neck, Virginia
- NAB Little Creek (website)
- Naval Medical Center Portsmouth, Virginia (NMCP) (website)
- Norfolk Naval Shipyard (website)
- NSGA Chesapeake
- NS Norfolk (website)
- NSWC Dahlgren Division (website)
- NWS Yorktown (website)
- Training Support Center Hampton Roads, formerly Fleet Combat Training Center Atlantic Dam Neck
- Wallops Island ASCS

### Washington
- NS Everett (website)
- NB Kitsap (website)
  - Bangor Annex
  - Bremerton Annex
- Puget Sound NSY (website)
- NAS Whidbey Island (website)

### Washington (district de Columbia)
- United States Naval Observatory
- Naval Support Facility Anacostia
- Washington Navy Yard

### Virginie-Occidentale
- Navy Information Operations Command Sugar Grove (website)

## Installations à l'étranger

### Arabie saoudite
- King Abdul Aziz IAP, Jeddah
- King Fahd NB, Jeddah

### Bahrain
- NSA Bahrain (website)
- Mina Sulman, Bahrain
- Muharraq Airfield, Bahrain
- NCTS Bahrain, Bahrain

### Territoire britannique de l'océan Indien
- Naval Support Facility Diego Garcia

### Corée du Sud
- CFA Chinhae (website)

### Cuba
- Base navale de la baie de Guantánamo (website)

### Djibouti
- Camp Lemonnier

### Égypte
- Le Caire

### Émirats arabes unis
- Fujairah IAP
- Jebel Ali Facility

### Espagne
- NS Rota (website)

### Grèce
- NSA Souda Bay (website)

### Hong Kong
- Ship Support Office Hong Kong

### Italie
- NSA Capodichino
- Gricignano Support Site
- NSA Naples (website)
  - NSA Gaeta (website)
- NAS Sigonella (website)
  - Augusta Bay Port Facility
- NCTS Naples

### Japon
- NAF Atsugi, (website)
  - NSF Kamiseya (website)
- NAF Misawa (website)
- CFA Okinawa (website)
- CFA Sasebo, Sasebo (website)
- CFA Yokosuka, Yokosuka (website)
- Naval Computer and Telecommunications Station Yokosuka

### Koweït
- Kuwait NB

### Oman
- Masirah

### Philippines
- Base navale de Subic Bay (fermé en 1992)

### Qatar
- Doha IAP

### Singapour
- Sembawang Naval Base